# 1945 chez Disney
Cet article présente la liste des évènements de la Walt Disney Productions ayant eu lieu en 1945.

## Événements

### Janvier
- 5 janvier 1945, Sortie du Dingo La Chasse au tigre (Tiger Trouble)[1]
- 26 janvier 1945, Sortie du Donald Duck Donald emballeur[2]
- 28 janvier 1945, Sortie du Dingo Pour être un bon marin (How to Be a Sailor)[3]

### Février
- 3 février 1945, Sortie du film Les Trois Caballeros aux États-Unis[4],[5]

### Mars
- 16 mars 1945, Sortie du Pluto Pluto est de garde[6]
- 30 mars 1945, Sortie du Donald Duck Donald et le Fakir[7]

### Avril
- 20 avril 1945, Sorti du Dingo Souvenir d'Afrique (African Diary)[8]

### Juin
- 29 juin 1945, Sortie du court-métrage de Donald Duck Donald amoureux[9]

### Juillet
- 13 juillet 1945, Sortie du Dingo En route pour l'Ouest (Californy 'er Bust)[10]
- 27 juillet 1945, Sortie du Pluto Casanova canin[11]

### Août
- 10 août 1945, Sortie du Donald Duck Imagination débordante[12]
- 24 août 1945, Sortie du Pluto La Légende du rocher coyote[13]

### Septembre
- 21 septembre 1945, Sortie du Dingo La Castagne (Hockey Homicide)[14]

### Octobre
- 14 octobre 1945, Début du strip Uncle Remus & His Tales of Brer Rabbit annonçant Mélodie du Sud (1946)[15],[16]
- 26 octobre 1945, Sortie du Donald Donald a sa crise[17]

### Décembre
- 7 décembre 1945, Sortie du Pluto Patrouille canine[11]
- 21 décembre 1945, Sortie du court-métrage Donald Duck Le Vieux Séquoia[18]